# Friedrich Wilhelm von Arnim (Major)
Friedrich Wilhelm von Arnim (* 18. Juli 1715 in Tornow; † vor 4. Mai 1761) war ein preußischer Major.

## Leben

### Herkunft
Friedrich Wilhelm war Angehöriger des uckermärkischen Adelsgeschlecht von Arnim. Seine Eltern waren der preußische Oberstleutnant und Erbherr auf Götschendorf, Neu Hohenwalde und Bernsdorf bei Petznick, Berndt Ludwig von Arnim (1681–1748) und dessen Ehefrau Marie Ilse, geborene von Holtzendorff (1692–1775) aus dem Hause Tornow; sein Bruder war der Finanzrat und Numismatiker Bernd Jakob von Arnim.

### Werdegang
König Friedrich Wilhelm I. war Arnims Patenonkel. Er trat in die Preußische Armee ein und diente sich im Infanterieregiment Nr. 7 bis zum Kapitän hoch. Im Jahre 1757 war er Chef eines neumärkischen Landbataillons. Nach der Schlacht bei Kunersdorf wurde er auf dem Rückzug mit seinen Leuten bei Küstrin von den Russen gefangen gesetzt. Er erhielt seinen Abschied als Major.
Arnim war Herr auf Neu Hohenwalde (1748 verkauft) und Ziegelwerder in der Neumark.

### Familie
Arnim vermählte sich 1760 mit Henriette von Strantz (1743–1807) aus dem Hause Petershagen. Aus der Ehe ist ein postum geborener Sohn hervorgegangen, der jedoch am 4. Mai 1761, kurz nach dem Vater verstarb.